# Соколовая улица (Саратов)
Соколовая улица — одна из самых протяжённых магистралей города. Начинается у автомобильного моста через Волгу и заканчивается возле Воскресенского кладбища.

## История
В начале XIX века у Волги было застроено несколько кварталов будущей улицы, которая впоследствии пролегла по склону Соколовой горы и стала называться Соколовой улицей. По преданию, на Соколовой горе в старину рос дремучий лес, в котором водились соколы, ценившиеся как ловчие птицы во время охоты на лебедей, уток, цапель, журавлей. Отсюда пойманных соколов в специальных, обшитых войлоком коробках доставляли в Москву, к государеву двору. По пути следования местные власти давали деньги на прокорм птиц и сопровождавших их людей.
Была даже такая должность — начальник Соколовой горы, который следил за состоянием леса и хранил прочие богатства горы.
В то же время почвоведческие исследования не подтверждают тот факт, что на горе когда-то был дремучий лес, а следовательно, и соколы.
Название улицы, скорее всего, произошло от первопоселенца по прозвищу Сокол или по фамилии Соколов. Впервые Соколова улица упомянута в 1838 году.
В августе 1965 года Соколовая улица была переименована в улицу Владимира Антонова-Саратовского.
Ныне улице возвращено историческое название — Соколовая.

## СГАУ
На улице Соколовая 335 находится Саратовский государственный аграрный университет — Учебный комплекс № 3, новое здание построено вдоль улицы, старое здание зоовета расположено во дворе.

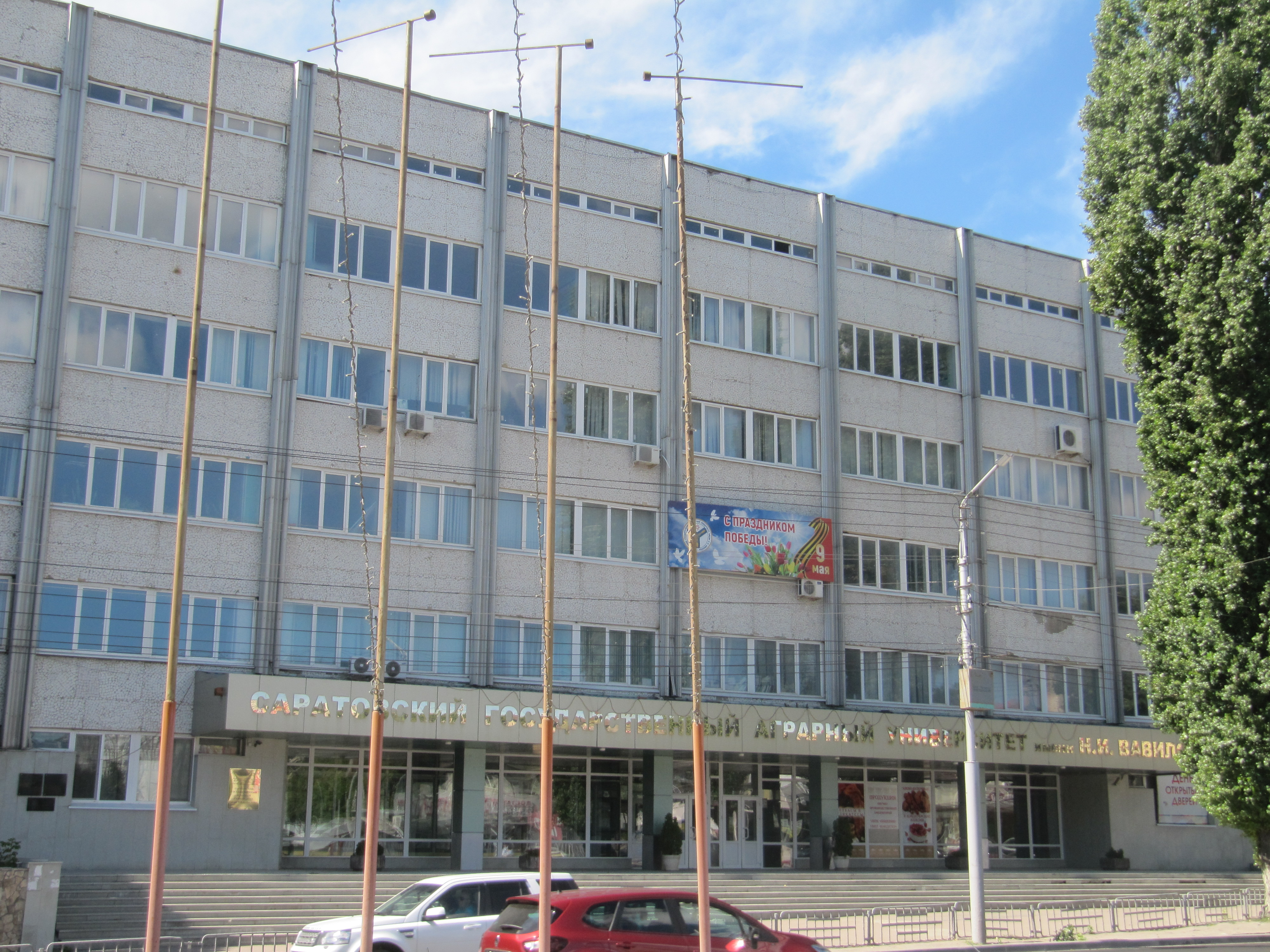
СГАУ на улице Соколовая
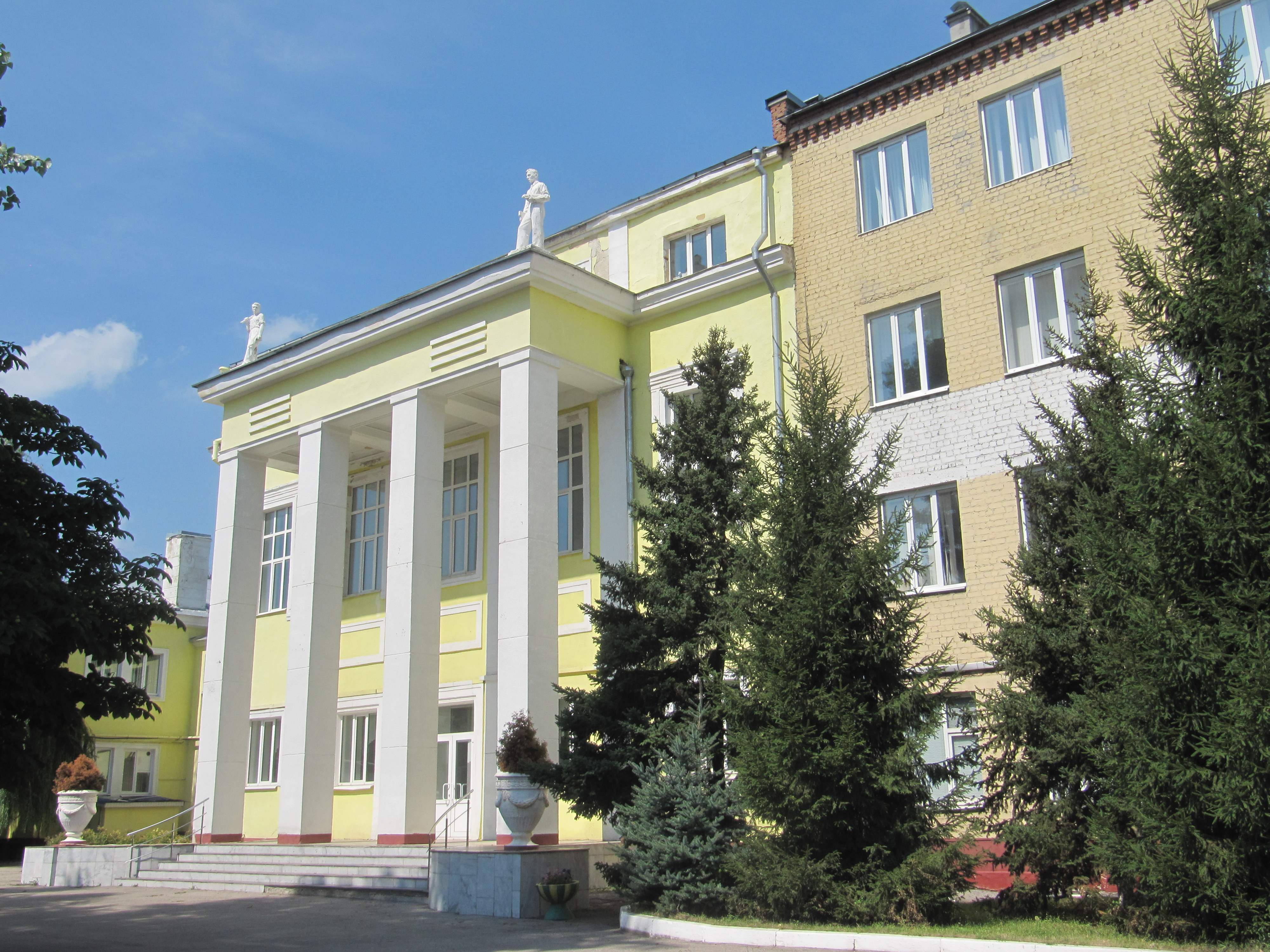
Здание Зооветинститута во дворе

## Застройка
На улице Соколовая сохранились памятники архитектуры и градостроительства, признанные объектами культурного наследия:
| Номер дома | Изображение | Описание |
| ---------- | ----------- | --- |
| 70         |             | Училище народное, начало XX века, архитектор М.А. Пульман, ОКН № 6430713000, Памятник архитектуры регионального значения, ныне Школа-интернат № 5, (угол ул. Рогожина 22)                                         |
| 76         |             | Бывшая полицейско-пожарная часть №4, конец XIX века, ОКН № 6430734000, Памятник архитектуры регионального значения, ныне жилой дом. Архитектор Гордеев Дмитрий Гаврилович.                                        |
| 97         |             | Главный корпус детской больницы им. Д.С. Подзеевой, 1896 год, архитектор В. Л. Владыкин, ОКН № 6400434000, Памятник архитектуры регионального значения, ныне Детская больница № 5, вход с ул. Большая Горная 100. |